# Lenino-Kokuszkino
Lenino-Kokuszkino (ros. Ленино-Кокушкино) – wieś (sieło) w Rosji, w Tatarstanie, w rejonie piestrieczyńskim. W 2010 liczyła 2543 mieszkańców.